# Ian Duncan (pilot)
Ian Duncan (nascut el 23 de juny de 1961) fou un dels pilots de ral·lis kenyans més destacats. Va ser sis vegades campió kenyà de ral·lis, incloent una victòria al Campionat Mundial de Ral·lis de 1994, el ral·li Safari d'aquell mateix any.